# Edgar Demange
Pour les articles homonymes, voir Demange.
Charles Gabriel Edgar Demange, né le 22 avril 1841 à Versailles et mort le 11 février 1925 en son domicile dans le 5e arrondissement de Paris,, est un juriste français. Il fut l'avocat d'Alfred Dreyfus lors du procès devant le premier conseil de guerre en 1894 et devant celui de renvoi après le renvoi de la Cour de cassation, avec Fernand Labori, en 1899.

## Biographie
Edgar Demange fut lauréat du concours national d'éloquence. Il devint célèbre en faisant acquitter le prince Pierre Bonaparte, assassin du républicain Victor Noir en 1870. Grand spécialiste du droit pénal, il est reconnu par ses pairs et élu membre du conseil de l'Ordre de 1888 à 1892. Il était le gendre du général de brigade Joachim Ambert (1804-1890), historien et écrivain.

### Autres clients ou affaires célèbres
- Le marquis de Morès, meurtrier du capitaine juif Mayer lors d'un duel[5]. Demange obtint son acquittement.
- Édouard Ducret, journaliste boulangiste condamné pour usage de faux lors de l'« affaire Norton » (1893).
- Léopold Émile Aron, dit Émile Arton, escroc impliqué dans le scandale de Panama (1896-1897).
- Félix Fénéon, au procès des Trente.
- Jacques d'Adelswärd-Fersen pour une affaire de mœurs en 1903.
- Affaire Garrigue - procès d'un empoisonnement[6].
- Il a représenté Mathieu Dreyfus dans son procès contre Esterhazy[7].

## Distinction
- Commandeur de la Légion d'honneur (1924)

## Au cinéma
Dans le film J'accuse (2019) de Roman Polanski, son rôle est joué par Denis Podalydès.